# 25 лютого
25 лютого — 56-й день року в григоріанському календарі. До кінця року залишається 309 днів (310 у високосні роки).

## Свята і пам'ятні дні

### Національні
- Україна: День інженерно-авіаційної служби авіації ЗСУ.
- Грузія: День радянської окупації.

### Релігійні

#### Християнство
- День Святого Тарасія[1].

## Іменини
✙ Православні: Тарас
✝  Католицькі: Тарас, Тарасій

## Події
- 1570 — папа Пій V видав буллу «Regnans in Excelsis», в якій піддав анафемі англійську королеву Єлизавету I.
- 1573 — Іван Федорович заснував друкарню у Львові
- 1791 — Конгресом затверджений Перший банк США з монопольним загальнонаціональним статусом (функціонував до 1811 р.).
- 1831 — битва під Гроховом, найбільша під час визвольного Листопадового повстання (1830—1831) проти Російської імперії.
- 1836 — американець Семюел Кольт отримав перший патент на шестизарядний револьвер 45 калібру
- 1873 — у Києві російською імперською окупаційною владою створено Південно-Західне відділення Російського географічного товариства
- 1918 — Мала Рада ухвалила закони про введення в УНР нового (григоріанського) календаря і середньоєвропейського часу
- 1928 — лабораторія Чарльза Дженкінса у Вашингтоні отримала першу телевізійну ліцензію
- 1940 — відбулася перша телетрансляція хокейного матчу між клубами НХЛ «Нью-Йорк Рейнджерс» і «Монреаль Канадієнз»
- 1947 — Контрольна рада союзників формально ліквідувала Пруссію.
- 1956 — на XX з'їзді КПРС М. С. Хрущов виступив із закритою доповіддю «Про культ особи та його наслідки», присвяченою засудженню культу особи Й. В. Сталіна.
  - курка знесла найбільше у світі яйце — 454 г (США)
- 1957 — засновано Державне видавництво дитячої літератури УРСР (тепер Веселка)
- 1969 — «Бітлз» почали запис свого останнього альбому «Abbey Road»
- 1982 — Європейський суд у справі Campbell і Cosans проти Сполученого Королівства постановив, що батьки мають право забороняти тілесні покарання дітей у школах.
- 1986 — після диктатури Маркоса Корасон Акіно стала першою жінкою-президентом на Філіппінах та у всій Азії.
- 1994 — теракт у Печері патріархів (Хеврон, Палестина), вчинений ортодоксальним євреєм, забрав життя 29 мусульман. Після того доступ до печери був розділений за релігійною ознакою.
- 1999 — в Аргентині Віргінія Ріверо народила дівчинку в момент ДТП. Її дочка стала наймолодшою з людей, які потрапили в аварію
- 2010 — у Києві відбулася інавгурація обраного в результаті фальсифікацій президента України Віктора Януковича, позбавленого цього звання у 2014 році Верховною Радою України.

## Народились
Дивись також Категорія:Народились 25 лютого
- 1555 — Алонсо Лобо, іспанський композитор епохи Відродження.
- 1591 — Фрідріх Шпее, німецький релігійний поет, священник-єзуїт. Автор церковних гімнів і хоралів, зібраних у книзі «Упертий соловей, чи Духовно-розважальна гай» (1629).
- 1707 — Карло Ґольдоні, італійський драматург.
- 1778 — Хосе де Сан-Мартін, діяч аргентинської революції, генерал, національний герой Аргентини і Перу.
- 1841 — П'єр-Огюст Ренуар, французький художник.
- 1842 — Карл Май, німецький письменник, котрий розповів про подвиги індіанця Віннету.
- 1849 — Федір Щербина, український статистик, економіст, соціолог, громадський діяч й історик Кубані, дійсний член НТШ.
- 1850 — Володимир Барвінський, український письменник, публіцист, видавець, громадсько-культурний діяч, юрист.
- 1871 — Леся Українка, українська поетеса, перекладачка, культурна діячка.
- 1873 — Енріко Карузо, італійський оперний співак.
- 1887 — Лесь Курбас, український актор, режисер, реформатор українського театру.
- 1905 — Павло Вірський, український хореограф, балетмейстер, організатор Національного ансамблю танцю України.
- 1917 — Ентоні Берджес, англійський письменник.
- 1919 — Пьєтро Гарінеї, італійський письменник, автор тексту пісні Arrividerci Roma.
- 1932 — Володимир Мельниченко, художник-монументаліст, скульптор і графік. Разом із Адою Рибачук є автором проекту Меморіально-поховального комплексу «Стіна Пам'яті» на Байковому кладовищі.
- 1943 — Джордж Гаррісон, англійський рок-музикант, співак, композитор.
- 1950 — Ніл Джордан, американський кінорежисер і сценарист («Жорстока гра» — два Оскара 1993 р.).

## Померли

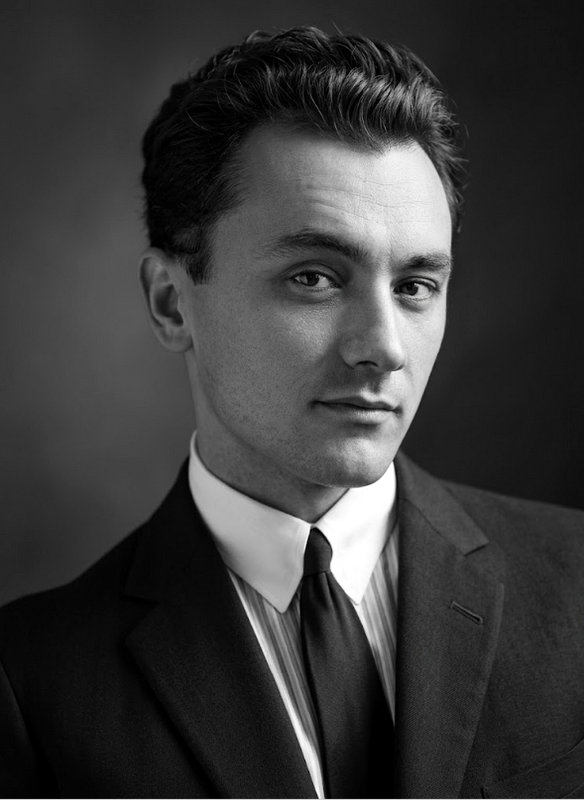
Юрій Яновський

Див. також Категорія:Померли 25 лютого
- 1713 — Фрідріх I — перший прусський король, син Фрідріха Вільгельма.
- 1852 — Томас Мур, ірландський поет.
- 1876 — Северин Гощинський, польський поет «української школи», автор поеми «Канівський замок» (помер у Львові).
- 1899 — Пол Ройтер, засновник інформаційного агентства Reuters.
- 1905 — Віктор Кравченко, радянський державний діяч, «неповерненець».
- 1939 — Василь Данилевський, український фізіолог, лікар-ендокринолог, засновник і директор Органотерапевтичного інституту, один з перших електрофізіологів в Україні. Брат біохіміка Олександра Данилевського.
- 1944 — Олексій Борисяк, український геолог і палеонтолог. Онук професора Харківського університету Н. Д. Борисяка.
- 1946 — Василь Андрусяк (Грегіт; Різун), український військовий діяч, полковник Української повстанської армії (* 1912).
- 1950 — Джордж Майнот, американський лікар, нобелівський лауреат в галузі фізіології та медицини.
- 1954 — Юрій Яновський, український письменник, військовий журналіст, ветеран Армії УНР.
- 1964 — Олександр Архипенко, український і американський скульптор, один з основоположників кубізму в скульптурі.
- 1971 — Теодор Сведберг, шведський фізико-хімік, лауреат Нобелівської премії з хімії (1926).
- 1983 — Теннессі Вільямс, американський драматург («Трамвай „Бажання“»).
- 1999 — Гленн Теодор Сіборг, американський фізик, лауреат Нобелівської премії з хімії 1951 року.
- 2009 — Філіп Хосе Фармер, американський письменник-фантаст.
- 2010 — Ярослав Дашкевич, український історик
- 2012 — Моріс Андре, французький класичний сурмач
- 2014 — Пако де Лусія, іспанський гітарист.
- 2017 — Білл Пекстон, американський актор і кінорежисер.
- 2020 — Хосні Мубарак, президент Єгипту (1981—2011).
- 2023 — Петро Білоу́сенко, український мовознавець, методист, доктор філологічних наук з 1994, професор з 2001.